# Campionato sudamericano per club 2013 (pallavolo maschile)
Il campionato sudamericano per club di pallavolo maschile 2013 è stato la 5ª edizione del massimo torneo pallavolistico sudamericano per squadre di club e si è svolto dall'8 al 12 maggio 2013 a Belo Horizonte, in Brasile. Al torneo hanno partecipato 7 squadre di club sudamericane e la vittoria finale è andata per la prima volta all'UPCN Voley.

## Regolamento
Il torneo si è svolto con una prima fase dove le squadre sono state divise in due gironi, giocato con la formula del round-robin; al termine della prima fase le prime due classificate di ogni gironi hanno acceduto alle semifinali per il primo posto, le terze classificate hanno acceduto alla finale per il quinto posto.

## Squadre partecipanti
| Gironi   | Squadra             | Nazione   | Titolo                 |
| -------- | ------------------- | --------- | ---------------------- |
| Girone A | Minas               | Brasile   | Campione del Brasile   |
| Girone A | Vamos Peerless      | Perù      | Campione del Perù      |
| Girone A | UPCN                | Argentina | Campione d'Argentina   |
| Girone B | Buenos Aires Unidos | Argentina | Wild Card              |
| Girone B | Carmelo Rowing      | Uruguay   | Campione d'Uruguay     |
| Girone B | Vikingos de Miranda | Venezuela | Campione del Venezuela |
| Girone B | RJX                 | Brasile   | Campione del Brasile   |

## Torneo

### Fase a gironi

#### Girone A

##### Risultati
| Data     | Incontri d'andata | Incontri d'andata | Incontri d'andata | 1° Set | 2° Set | 3° Set | 4° Set | 5° Set |
| -------- | ----------------- | ----------------- | ----------------- | ------ | ------ | ------ | ------ | ------ |
| 08-05-13 | Minas             | 3 - 0             | Vamos Peerless    | 25–15  | 25–21  | 25–11  |        |        |
| 09-05-13 | Minas             | 3 - 1             | UPCN              | 25–13  | 21–25  | 25–14  | 25–23  |        |
| 10-05-13 | UPCN              | 0 - 3             | Vamos Peerless    | 25-19  | 24-26  | 30-28  |        |        |

##### Classifica
| Pos | Nazione        | Punti | Partite | Partite | Partite | Set   | Set   | Ratio | Punti | Punti  | Ratio |
| Pos | Nazione        | Punti | Giocate | Vinte   | Perse   | Vinti | Persi | Ratio | Fatti | Subiti | Ratio |
| --- | -------------- | ----- | ------- | ------- | ------- | ----- | ----- | ----- | ----- | ------ | ----- |
| 1   | Minas          | 6     | 2       | 2       | 0       | 6     | 1     | 6.000 | 171   | 122    | 1.402 |
| 2   | UPCN           | 3     | 2       | 1       | 1       | 4     | 3     | 1.333 | 150   | 147    | 1.020 |
| 3   | Vamos Peerless | 0     | 2       | 0       | 2       | 0     | 6     | 0.000 | 98    | 150    | 0.653 |

#### Girone B

##### Risultati
| Data     | Incontri d'andata   | Incontri d'andata | Incontri d'andata   | 1° Set | 2° Set | 3° Set | 4° Set | 5° Set |
| -------- | ------------------- | ----------------- | ------------------- | ------ | ------ | ------ | ------ | ------ |
| 08-05-13 | Buenos Aires Unidos | 3 - 1             | Vikingos de Miranda | 25-22  | 20-25  | 25-15  | 25-20  |        |
| 08-05-13 | RJX                 | 3 - 0             | Carmelo Rowing      | 25-7   | 25-21  | 25-7   |        |        |
| 09-05-13 | Carmelo Rowing      | 0 - 3             | Buenos Aires Unidos | 12-25  | 15-25  | 14-25  |        |        |
| 09-05-13 | RJX                 | 3 - 2             | Vikingos de Miranda | 25-17  | 26-24  | 25-16  |        |        |
| 10-05-13 | Vikingos de Miranda | 3 - 0             | Carmelo Rowing      | 25-23  | 25-14  | 25-14  |        |        |
| 10-05-13 | RJX                 | 1 - 3             | Buenos Aires Unidos | 25-20  | 23-25  | 19-25  | 20-25  |        |

##### Classifica
| Pos | Nazione             | Punti | Partite | Partite | Partite | Set   | Set   | Ratio | Punti | Punti  | Ratio |
| Pos | Nazione             | Punti | Giocate | Vinte   | Perse   | Vinti | Persi | Ratio | Fatti | Subiti | Ratio |
| --- | ------------------- | ----- | ------- | ------- | ------- | ----- | ----- | ----- | ----- | ------ | ----- |
| 1   | Buenos Aires Unidos | 6     | 3       | 3       | 0       | 9     | 2     | 4.500 | 265   | 210    | 1.262 |
| 2   | RJX                 | 5     | 3       | 2       | 1       | 7     | 3     | 2.333 | 238   | 187    | 1.273 |
| 3   | Vikingos de Miranda | 4     | 3       | 1       | 2       | 3     | 6     | 0.500 | 214   | 222    | 0.964 |
| 4   | Carmelo Rowing      | 3     | 3       | 0       | 3       | 0     | 9     | 0.000 | 127   | 225    | 0.564 |

### Fase finale
|  | Semifinali          | Semifinali          | Semifinali |      |       | Finale              | Finale              | Finale             |  |
|  |                     |                     |            |      |       |                     |                     |                    |  |
|  | Minas               | Minas               | 3          |      |       |                     |                     |                    |  |
|  | Minas               | Minas               | 3          |      |       |                     |                     |                    |  |
|  | RJX                 | RJX                 | 0          |      |       |                     |                     |                    |  |
|  | RJX                 | RJX                 | 0          |      | Minas | Minas               | 0                   |                    |  |
|  |                     |                     |            |      | Minas | Minas               | 0                   |                    |  |
|  |                     |                     | UPCN       | UPCN | 3     |                     |                     |                    |  |
|  | Buenos Aires Unidos | Buenos Aires Unidos | UPCN       | UPCN | 3     | 1                   |                     |                    |  |
|  | Buenos Aires Unidos | Buenos Aires Unidos |            |      |       | 1                   |                     |                    |  |
|  | UPCN                | UPCN                | 3          |      |       | Finale 3º/4º posto  | Finale 3º/4º posto  | Finale 3º/4º posto |  |
|  | UPCN                | UPCN                | 3          |      |       |                     |                     |                    |  |
|  |                     |                     |            |      |       |                     |                     |                    |  |
|  |                     |                     |            |      |       | RJX                 | RJX                 | 3                  |  |
|  |                     |                     |            |      |       | RJX                 | RJX                 | 3                  |  |
|  |                     |                     |            |      |       | Buenos Aires Unidos | Buenos Aires Unidos | 0                  |  |

#### Semifinali
| Data     | Incontri d'andata   | Incontri d'andata | Incontri d'andata | 1° Set | 2° Set | 3° Set | 4° Set | 5° Set |
| -------- | ------------------- | ----------------- | ----------------- | ------ | ------ | ------ | ------ | ------ |
| 11-05-13 | Minas               | 3 - 0             | RJX               | 27-25  | 25-17  | 25-20  |        |        |
| 11-05-13 | Buenos Aires Unidos | 1 - 3             | UPCN              | 23-25  | 24-25  | 25-21  | 20-25  |        |

#### Finale 5º posto
| Data     | Incontri d'andata | Incontri d'andata | Incontri d'andata   | 1° Set | 2° Set | 3° Set | 4° Set | 5° Set |
| -------- | ----------------- | ----------------- | ------------------- | ------ | ------ | ------ | ------ | ------ |
| 11-05-13 | Vamos Peerless    | 0 - 3             | Vikingos de Miranda | 25–27  | 22–25  | 15–25  |        |        |

#### Finale 3º posto
| Data     | Incontri d'andata   | Incontri d'andata | Incontri d'andata | 1° Set | 2° Set | 3° Set | 4° Set | 5° Set |
| -------- | ------------------- | ----------------- | ----------------- | ------ | ------ | ------ | ------ | ------ |
| 12-05-13 | Buenos Aires Unidos | 3 - 0             | RJX               | 19–25  | 20–25  | 18–25  |        |        |

#### Finale
| Data     | Incontri d'andata | Incontri d'andata | Incontri d'andata | 1° Set | 2° Set | 3° Set | 4° Set | 5° Set |
| -------- | ----------------- | ----------------- | ----------------- | ------ | ------ | ------ | ------ | ------ |
| 12-05-13 | Minas             | 0 - 3             | UPCN              | 28-30  | 17-25  | 28-30  |        |        |

## Classifica finale
| Pos | Squadra             | Verdetto                           |
| --- | ------------------- | ---------------------------------- |
|     | UPCN                | Alla Coppa del Mondo per club 2013 |
|     | Minas               |                                    |
|     | RJX                 |                                    |
| 4   | Buenos Aires Unidos |                                    |
| 5   | Vikingos de Miranda |                                    |
| 6   | Vamos Peerless      |                                    |
| 7   | Carmelo Rowing      |                                    |

## Premi individuali
| Premio                | Giocatore         | Squadra             |
| --------------------- | ----------------- | ------------------- |
| MVP                   | Demián González   | UPCN                |
| Miglior realizzatore  | Lucas Saatkamp    | RJX                 |
| Miglior muro          | José Jorge Santos | UPCN                |
| Miglior servizio      | Ricardo Lucarelli | Minas               |
| Miglior palleggiatore | Demián González   | UPCN                |
| Miglior ricevitore    | Rodrigo Quiroga   | Minas               |
| Miglior difesa        | Nicolás Uriarte   | Buenos Aires Unidos |
| Miglior libero        | Sebastián Garrocq | UPCN                |